# Gastronomía del Bergadá

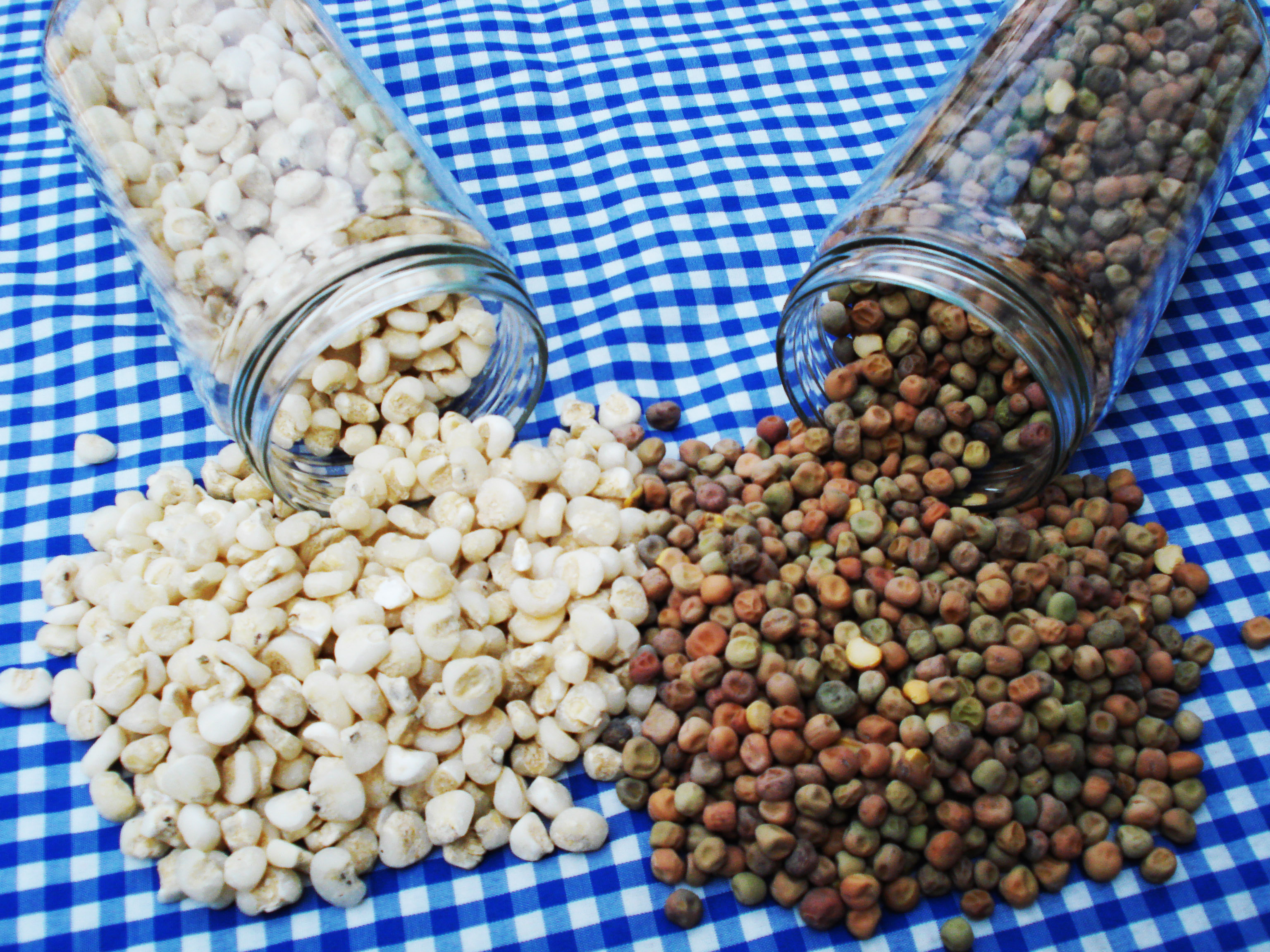
Maíz escuadrado y guisantes negros (en seco), dos productos típicos del Bergadá.

La cocina bergadana comprende la comida y las bebidas típicas de la comarca del Bergadá. 
Según el cocinero Toni Massanés, "El paisaje, el aislamiento y la pobreza han dotado a la cocina bergadana de sus características diferenciales". Quizás la especificidad más importante de la cocina de esta comarca es la conservación de cultivos de montaña desconocidos a otras zonas de Cataluña, como el guisante negro, el maíz escuadrado o el trigo escuadrado. La importancia de las setas y la calidad de los productos de la carne también caracterizan la comida de la zona.

## Historia
En la Edad Mediana, la alimentación en el Bergadá se basaba en el cultivo de trigo, cebada, legumbres y algunas hortalizas propias de la Europa Occidental como la col o el nabo. También se practicaba la ganadería desde antiguo, y se guardaban pollos, cerdos, vacas, ovejas y cabras. Desde la antigüedad hasta hace relativamente poco, la base de la alimentación popular eran la papilla hecha con cualquier tipo de grano, igual que en gran parte de Europa.
Debido a las malas comunicaciones y la necesidad de autoabastecerse de prácticamente todo, el cultivo de la viña y el olivo también estaban muy extendidos en el Bergadá a pesar de que el clima no es idóneo para estos cultivos. El vino que se producía, por ejemplo, era de poca graduación y se echaba a perder pronto.
La llegada de nuevos productos provenientes de América en el siglo XVIII transformaron la cocina del Bergadá profundamente, sobre todo por la introducción del maíz y la patata, que se adaptaban muy bien al clima de montaña. El Barón de Maldà ya describió Berga como "una villa bastante miserable, menos de maíz, coles y patatas." Con la mejora de las comunicaciones, por la misma época se abandonó el cultivo de la viña y del olivo y se empezó a importar sus productos de otras zonas de Cataluña.
Después de una época en que se identificaban muchos productos locales con la pobreza y con tiempos de guerra, en el Bergadá igual que en Cataluña en general se empieza a revalorar los productos tradicionales.

## Platos típicos
- Los guisantes negros son una legumbre que se cultiva casi en exclusiva en el Bergadá. Generalmente se sirven en guisos o con panceta.[2]
- El escudilla de maíz escuadrado es la comida típica de Navidad en la comarca. Se suele hacer exclusivamente con cerdo.[2]
- Las patatas enmascaradas son unas patatas aplastadas y mezcladas con sangre de cerdo o morcilla negra. A veces se incorporan negrillas u otras setas.[2]
- Lo trinchado de col y patatas es un plato típico de montaña compartido con otras comarcas. Es llamado trumfos con col en Bagà, trinchado en la Pobla de Lillet, cànem i llana  en Castellar del Riu, y camamilla i baiton en Castellar de Nuch.[3][1]
- El trigo escuadrado se suele preparar como el arroz, por ejemplo con setas o carne de caza.[4] Hoy en día, los platos de arroz también son muy comunes.
- Lo confitado de cerdo en grasa o tupina se asociaba tradicionalmente con la época de la siega, cuando era consumida por los segadores para tener fuerza para trabajar. Todavía hoy, el concurso de confitado es una parte importante de la Fiesta del Segar y Batir de Avià.[1]
- Las ancas de rana se preparan tradicionalmente a la sartén.[1]

## Productos locales
Los productos de la agricultura y ganadería local y los productos salvajes del medio natural ayudan a definir la cocina bergadana.

### Carne
La ganadería ha sido y continúa siendo una parte importante de la economía rural en el Bergadá. La producción de cordero y gallo de indio son importantes, y Ternera de ganaderos de montaña del Bergadá y Pollo de ganaderos del montaña de Bergadá son marcas certificadas de la Cooperativa de Ganaderos de Montaña del Bergadá.
Como otras zonas de Cataluña, los productos del cerdo juegan un papel importantísimo en la cocina de la comarca. Los embutidos del Bergadá disfrutan de una cierta fama desde hace tiempo. A finales del siglo XIX los hermanos Cardona vendían longaniza de Berga en Nueva York, Nueva Orleans, Puerto Rico, La Habana, Ciudad de México y Veracruz, lo anunciaban en la revista La Lumanera de Nueva York, e incluso abrieron un establecimiento en Panamá para suministrar longaniza bergadana a los hombres que trabajaban en la construcción del Canal de Panamá. En sus Memorias, Josep María de Segarra afirma que el paltruc o regina de Berga es la mejor del mundo. El paté de hígado es un producto característico del Alto Bergadá, sobre todo de Castellar de Nuch.
Los siguientes embutidos reciben una denominación comarcal en el Bergadá:
- Tastet tierno es el nombre que recibe la morcilla fresca en la comarca.
- Tastet seco o tastet somall es el nombre que recibe el fuet en la comarca.
- Longaniza
- Longaniza cular, hecho en tripa cular.
- Hervido blanco
- Hervido negro

También se fabrican otros embutidos, como la morcilla negra, la morcilla blanca, y la morcilla de huevo.
La ganadería también se aprovecha para la fabricación de quesos.
La cacería provee a la cocina local de otros tipos de carne. Se consume conejo, liebre, rebeco, cerdo jabalí, perdiz, codorniz y becada.

### Pescado

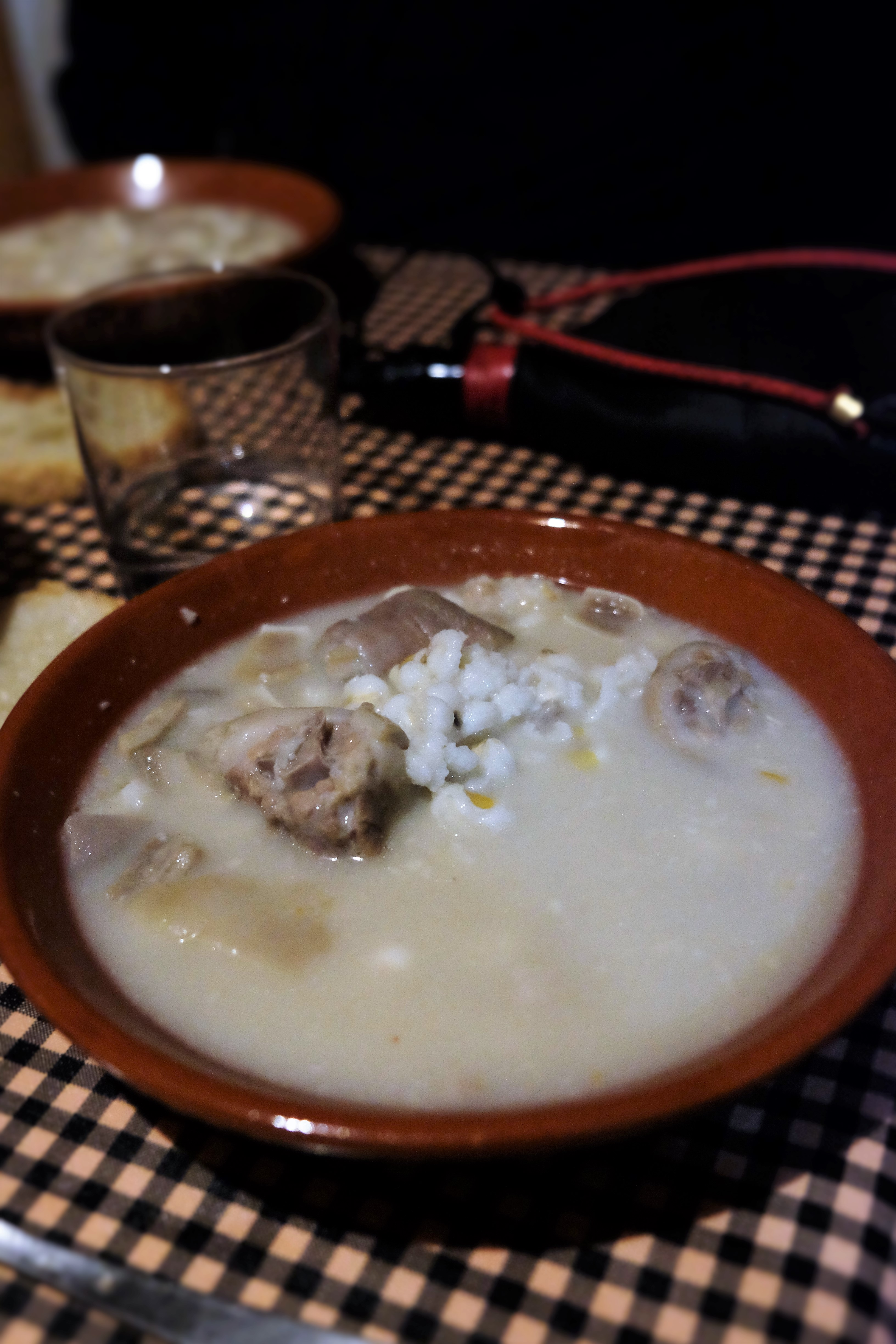
Un plato de escudilla de maíz escuadrado.

Localmente se produce trucha de río. Tradicionalmente, también se consumía el cangrejo de río y la concha de río que se cogía en el río Llobregat y afluentes, pero con la degradación de los ríos locales y la introducción de especies introducidas, ya no se consume tanto. 

### Productos del bosque

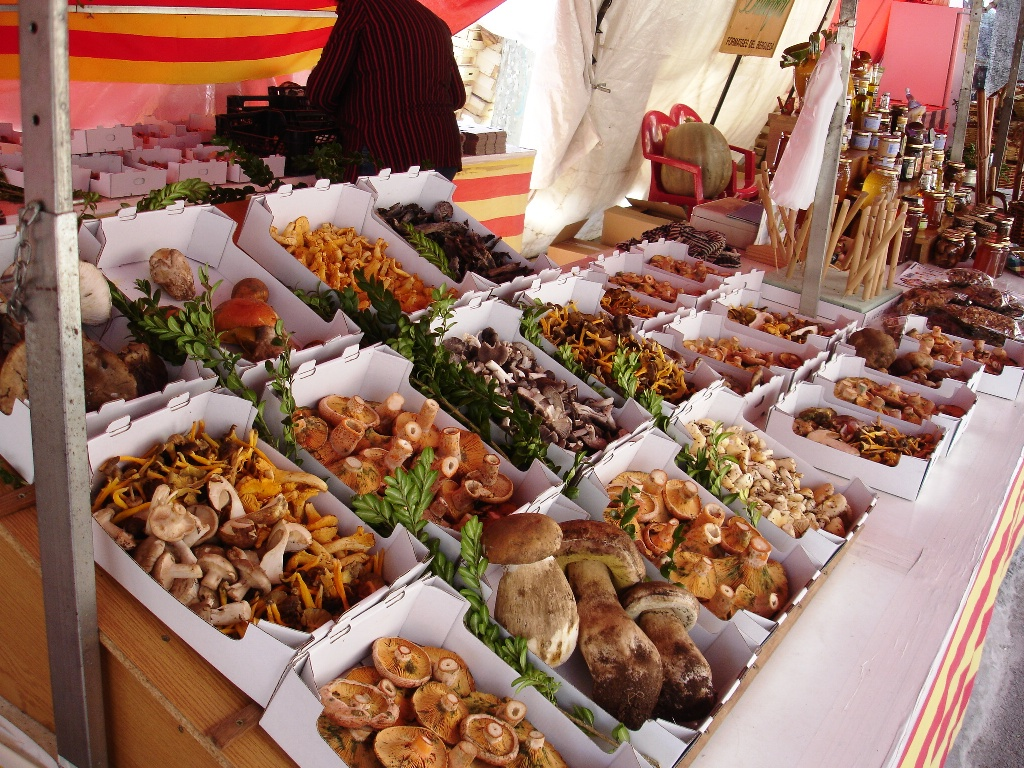
Mercado de la seta a Cal Rosal

La seta es uno de los productos que más se asocian con la comarca, que tiene una gran tradición setera. Ya en 1893, el diario El Bergadán narraba: "en solo un mes y cuatro días, por el solo conducto del tranvía o ferrocarril económico de Berga en Manresa se han expedido 3.434 bultos de setas, de peso 58.344 kilos". Berga cuenta con un monumento al setero, y se celebran fiestas de la seta en Berga, Cal Rosal, La Pobla de Lillet, Vilada, Guardiola de Berga y Castellar de Riu.
Cada vez más, se cosecha y se cultiva la trufa en la comarca. 
Igual que en el resto de Cataluña, los platos con caracoles son frecuentes.
También se cosechan las achicorias que crecen espontáneamente en la comarca.

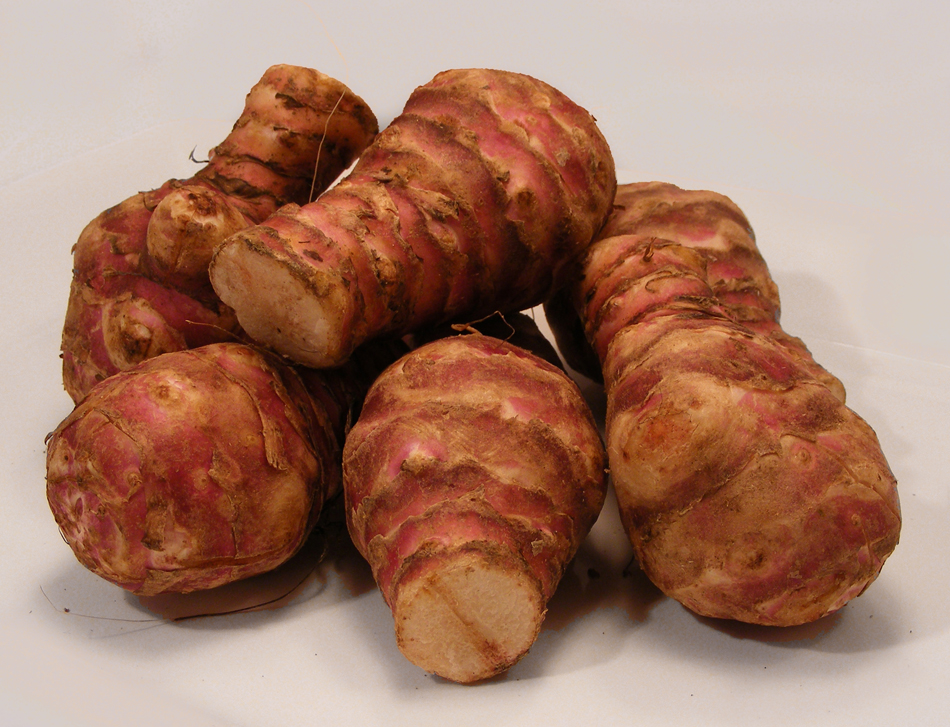
Todavía se mantiene el cultivo de la nyama o nyàmera en la comarca

### Productos del campo
La producción de trigo y de cebada son muy comunes en la comarca desde la Edad Media. El Bergadá es una de las pocas comarcas donde todavía se consume el trigo escuadrado.
El maíz se adapta muy bien al clima de la comarca y se cultiva desde el siglo XVIII. Se consume en la escudilla de maíz escuadrado, pero también como papilla de maíz tostado.
El guisante negro o guisante de montaña es un producto casi exclusivo del Bergadá.
Tradicionalmente, las manzanas y peras de la comarca disfrutaban de una gran fama. La pera de Sant Llorenç, de la Pobla de Lillet, y la Pera Codonyera de Serchs son dos variedades endémicas del Bergadá.
El membrillo también se cultiva en la zona, y se utiliza principalmente para hacer allioli de membrillo.
La patata, a menudo llamado trumfo en la comarca, se cultiva en la zona desde mediados del siglo XVIII. La patata de Gósol y del Valle de Peguera han logrado una cierta fama.
El Bergadá es una de las pocas comarcas catalanas donde se ha mantenido el cultivo de nyama.

### Bebidas
La barreja y el mau-mau son dos bebidas típicas de la Patum de Berga.
En Berga también se producen los aromas de Queralt, un licor de hierbas. La ratafía de producción comercial o casera es otra bebida típica de la zona.